# Star (album)
Pour les articles homonymes, voir Star.
Albums de Françoise Hardy
“Entr’acte”
(1974) ‘‘Musique saoule’’
(1978)
Star est le seizième album, édité en France et à l'étranger, de la chanteuse Françoise Hardy. L’édition originale est parue en France, en mai 1977.

## Édition originale de l’album
France, mai 1977 : microsillon 33 tours/30cm., Star, Pathé Marconi/EMI (2C 066-14.426).

### Crédits
- Pochette : Photographies réalisées par Thierry Charpin.
- Réalisation artistique et orchestrations : Gabriel Yared.
- Réalisation sonore : Claude Sahakian.

### Liste des chansons
Les 10 chansons qui composent cet album ont été enregistrées en stéréophonie.
| 1. | Star (Titre original : Stars) | Janis Ian        | Janis Ian        | 7:33 |
| 2. | Chanson sur toi et nous       | Françoise Hardy  | Gabriel Yared    | 4:10 |
| 3. | Enregistrement                | Serge Gainsbourg | Serge Gainsbourg | 2:43 |
| 4. | À Vannes                      | Michel Jonasz    | Michel Jonasz    | 3:20 |

| 1. | Flashbacks         | Luc Plamondon   | Roland Vincent       | 3:50 |
| 2. | L'Impasse          | Françoise Hardy | Pierre Papadiamandis | 2:29 |
| 3. | Ton enfance        | P. Grosz        | Alain Goldstein      | 2:35 |
| 4. | Je ne suis que moi | Françoise Hardy | Catherine Lara       | 2:17 |
| 5. | Drôle de fête      | Françoise Hardy | William Sheller      | 3:12 |
| 6. | Fatiguée           | Françoise Hardy | Gabriel Yared        | 2:14 |

## Discographie connexe
Abréviations utilisées pour désigner les différents types de supports d'enregistrements :
LP (Long Playing) = Album sur disque 33 tours (vinyle)
K7 (Compact Cassette) = Album sur cassette
CD (Compact Disc) = Album sur disque compact
SP (Single Playing) = Disque 45 tours (vinyle), 2 titres

### Éditions françaises

#### Album paru sur d’autres supports
- Mi-mai 1977 : K7, Star, Pathé Marconi/EMI (2 C 266-14426).
- Septembre 1994 : CD, Star, EMI France (829923 2).

#### Disque promotionnel
Destiné à la promotion de l’album, ce disque, exclusivement distribué dans les médias (presses, radios, télévisions, exploitants de juke box…), porte la mention « Spécial promotion - Vente interdite au public ».
- 1977 : SP, Pathé Marconi/EMI (SP 541).

1. Flashbacks
2. À Vannes

### Rééditions françaises de l’album
- 2016 : CD Star, Parlophone/EMI France (724382992325).

### Éditions étrangères

#### Album
- Allemagne, 1977 : LP, Star, Hörzu (064-14 426).
- Argentine, 1977 : LP, Star, EMI (6428).
- Australie, 1977 : LP, Star, EMI (EMC 2618).
- Brésil, 1977 : LP, Star, Pathé Marconi/EMI (064-14426).
- Canada, 1977 : LP, Star, EMI (SPAM 67380).
- Espagne, 1977 : LP, Star, EMI/Pathé (C 062-14426).
- États-Unis, 1977 : LP, Star, Peters International (PLD 2016).
- Japon, 1977 : LP, Star, Epic (25AP 793).
- Uruguay, 1977 : LP, Star, EMI (SLPE 500740).
- Corée du Sud, 1994 : CD, Star, EMI (EKPD-0736).

#### Disques 45 tours (vinyles)
- Allemagne, 1977 : SP, EMI (1C 006-14474).

1. À Vannes
2. Flashbacks

- Canada, 1977 : SP, EMI (77.990).

1. À Vannes
2. Flashbacks

#### Compilation contenant les 10 chansons de l’album
- Royaume-Uni, 2000 : CD, The Françoise Hardy collection, HMV Easy/EMI (7243 5 260542 2).